# Konståret 1869

## Händelser

### Okänt datum
- 31 januari – Société Libre des Beaux-Arts publicerar sitt manifest.

## Verk

### Målningar

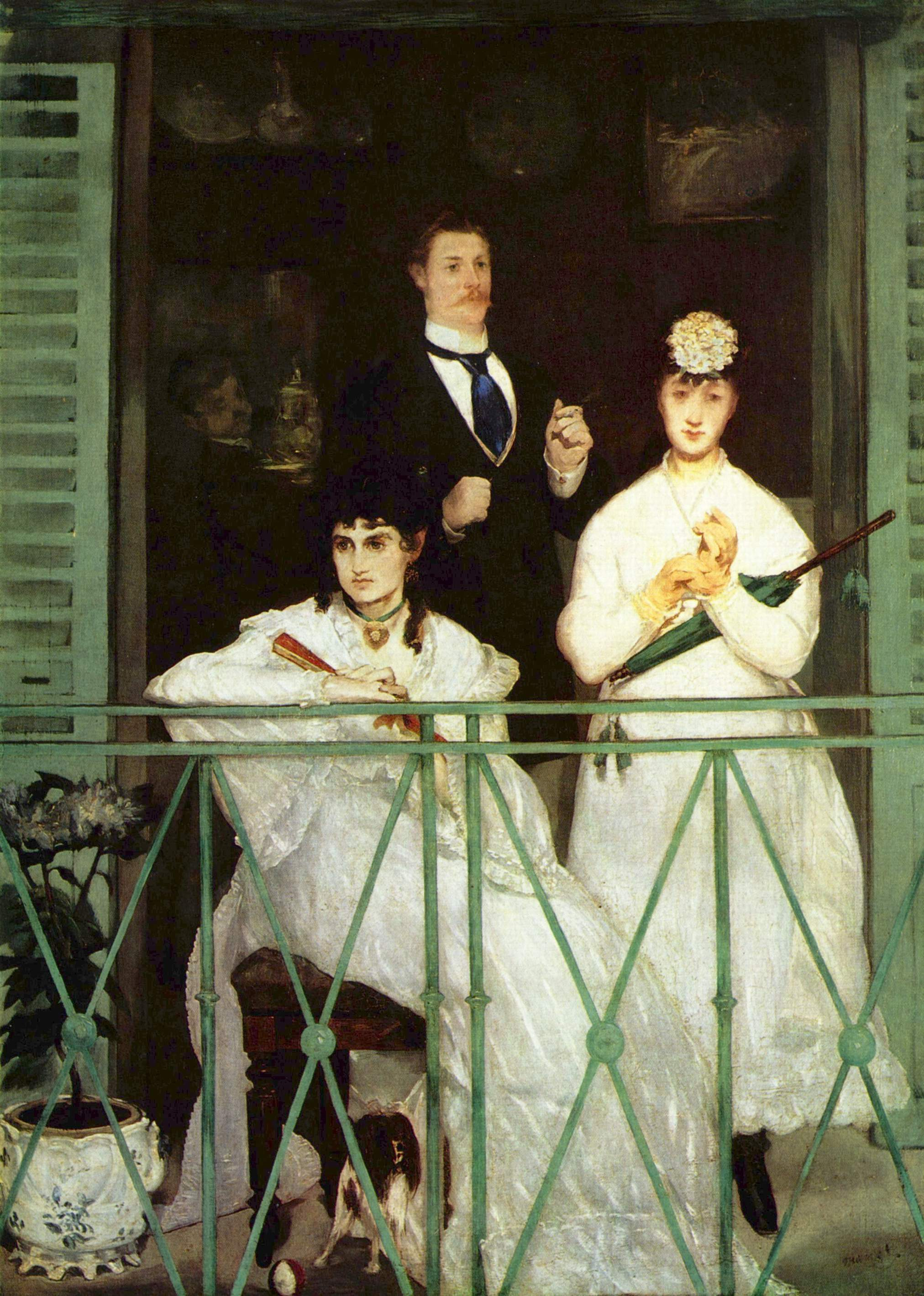
Édouard Manet verk Le Balcon färdigställdes å 1869 och går att beskåda på Musée d'Orsay i Paris.

- Lawrence Alma-Tadema - The Wine Shop
- Daniel Huntington - Sowing the Word
- Frederick Richard Lee - Morning in the Meadows
- Édouard Manet - Le Balcon (Musée d'Orsay, Paris)
- Édouard Manet - Le Départ du vapeur de Folkestone (Philadelphia Museum of Art)
- Édouard Manet - Clair de lune sur le port de Boulogne (Musée d'Orsay, Paris)

### Skulpturer
- Jean-Baptiste Carpeaux - La Danse (Louvren, Paris)

## Födda
- 15 januari Alfred Bergström (död 1930), svensk målare.
- 15 januari Stanisław Wyspiański (död 1907), polsk målare och arkitekt.
- 7 februari - Xavier Martinez (död 1943), amerikansk målare.
- 1 mars - Pietro Canonica (död 1959), italiensk skulptör.
- 6 april - Marc Aurèle de Foy Suzor-Coté (död 1937), kanadensisk målare och skulptör.
- 6 april - Louis Raemaekers (död 1956), nederländsk målare och serietecknare.
- 11 april - Gustav Vigeland (död 1943), norsk skulptör.
- 17 april - Oton Iveković (död 1939), kroatisk konstnär.
- 18 april - Bror Sahlström (död 1917), svensk konstnär och skulptör.
- 11 maj - Gustaf Ankarcrona (död 1933), svensk målare och arkitekt.
- 12 maj - Albert Engström (död 1940), svensk konstnär, tecknare och författare.
- 24 maj - Ivan Aguéli (död 1917), svensk målare, religionsfilosof och orientalist.
- 10 juni - Svante Nilsson (död 1942), svensk medaljkonstnär, sångtextförfattare och lutsångare.
- 13 juni - Emma Lundberg (död 1953), svensk målare och trädgårdsarkitekt.
- 23 juni - Karl Tirén (död 1955), svensk konstnär, sameforskare, järnvägstjänsteman och fiolbyggare.
- 27 juni - Kate Carew (död 1961), amerikansk karikatyrtecknare.
- 10 augusti - Oscar Hullgren (död 1948), svensk konstnär, specialiserad på marinmåleri.
- 13 september – Kristen Holbø (död 1953), norsk målare och illustratör.
- 18 oktober - Artur Bianchini (död 1955), svensk konstnär.
- 22 oktober - August Gaul (död 1922), tysk skulptör.
- 3 november - Ester Almqvist (död 1934), svensk konstnär.
- 18 november - Carl Olof Bartels (död 1958), svensk konstnär, målare och tecknare.
- 1 december – Eligiusz Niewiadomski (död 1923), polsk konstkritiker och modernistisk målare.
- 18 december – Edward Willis Redfield (död 1965), amerikansk landskapsmålare.
- 31 december – Henri Matisse (död 1954), fransk målare, tecknare, gravör och skulptör.
- okänt datum - Bror Sahlström (död 1915), svensk konstnär och skulptör.
- okänt datum - Mauritz Larsson (död 1929), svensk konstnär och uppfinnare.

## Avlidna
- 10 juni - Frederick Yeates Hurlstone (född 1800), engelsk målare.
- 10 juli - Jan Wnęk (född 1828), österrikisk-ungersk snickare och skulptör.
- 25 augusti - Baron Leys (född 1815), belgisk målare.
- 8 augusti - Roger Fenton (född 1819), brittisk fotograf.
- 12 november - Friedrich Overbeck (född 1789), tysk målare, tecknare och illustratör.
- 14 december - Pietro Tenerani (född 1789), italiensk skulptör.
- okänt datum - François-Joseph Navez (född 1787), belgisk målare.